# Палац правосуддя (Париж)

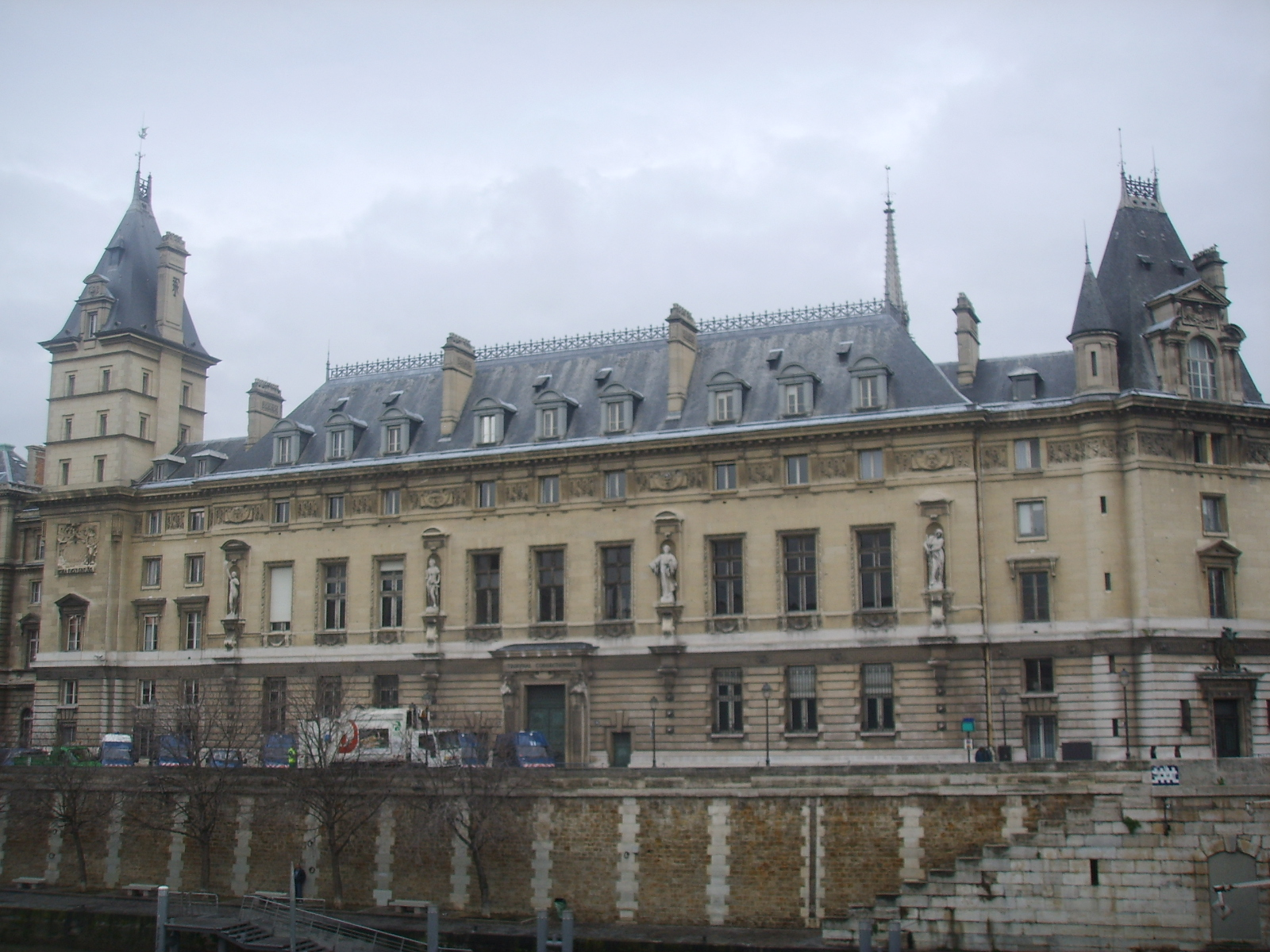
Палац правосуддя, вигляд з півдня

Палац правосуддя (фр. Palais de Justice) — палац на острові Сіте у Парижі. Раніше відомий як Палац Сіте (фр. Palais de la Cité).
З більш стародавніми будівлями, каплицею Сент-Шапель і колишнім королівським замком, який пізніше став в'язницею, Консьержері, утворює архітектурний комплекс, що займає більше третини острова.

## Історія
Сучасна будівля побудована на території королівського палацу в 1857—1868 за проєктом архітекторів Жозеф-Луї Дюка і Оноре Доме (сам проєкт був запропонований ще в 1840-ві, але відкладений через революцію 1848 року).
Будівлю прикрашають скульптури Жана-Марі Боннасье. У жовтні 1868 відбулося урочисте відкриття палацу, очолюване бароном Османом.
До теперішнього часу в Палаці продовжують працювати французькі судові установи, у тому числі Касаційний й Апеляційний суди.
Парадний вхід розташований на східному фасаді.

## Судові процеси
Судові процеси у Франції публічні, нерідко залучають численну публіку. Найгучніші процеси в Палаці правосуддя:
- 1880 — процес над французькою акторкою Сарою Бернар за те, що вона розірвала довічний контракт з Комеді Франсез;
- 1893 — Панамський скандал;
- 1898 — політичний процес над Емілем Золя за його славетний памфлет «Я звинувачую»;
- 1906 — засудження Дрейфуса;
- 1917 — звинувачена в шпигунстві і засуджена до смертної кари нідерландської шпигунки і танцюристки Мата Харі;
- 1932 — за вбивство французького президента Поля Думера засуджений на смерть російський емігрант Горгулов;
- 1945 — суд над маршалом Петеном за колабораціонізм.

## В кінематографі
Будівля Палацу правосуддя нераз була місцем дії в різних кінофільмах, зокрема:
- 1969: Сицилійський клан (фільм)
- 1994: Три кольори: Білий
- 2013: 9 місяців суворого режиму